# Синнотт, Эдит Аллейн
Эдит Аллейн Синнотт (англ. Edith Alleyne Sinnotte; 1871, Ливерпуль, Великобритания — 15 ноября 1947, Мельбурн, Виктория, Австралия) — австралийская писательница.

## Биография
Родилась в Ливерпуле в семье Уолтера Пауэлла Синнотта и Изабеллы Бейлис. До эмиграции в Мельбурн (Австралия) в 1894 году выучила эсперанто. В декабре 1930 года вышла замуж за Уильяма Генри Мамфорда.
Была членом Британской ассоциации эсперанто и президентом отделения эсперанто-общества в Мон-Альбер.
15 ноября 1947 года внезапно скончалась в своём доме в пригороде Мельбурна. Тело писательницы было кремировано.

## Творчество
Наиболее известна как первая писательница-эсперантистка.
В 1918 году её роман «Лилио» был опубликован в Лондоне Британской ассоциацией эсперанто, ставший первым романом, написанном на эсперанто писательницей.